# Diego Fagúndez
Diego Fagúndez (Montevideo, 1995. február 14. –) uruguayi korosztályos válogatott labdarúgó, az amerikai LA Galaxy középpályása.

## Pályafutása

### Klubcsapatokban
Fagúndez az uruguayi fővárosban, Montevideoban született. Az ifjúsági pályafutását az amerikai Leominster Youth Soccer és Greater Boston Bolts csapatában kezdte, majd 2009-ben a New England Revolution akadémiájánál folytatta.
2010-ben mutatkozott be a New England Revolution első osztályban szereplő felnőtt csapatában. 2021. január 5-én az újonnan alakult Austin együtteséhez írt alá. Először a 2021. április 18-ai, Los Angeles ellen 2–0-ra elvesztett mérkőzés 70. percében, Tomás Pochettino cseréjeként lépett pályára. Első gólját 2021. április 25-én, a Colorado Rapids ellen idegenben 3–1-re megnyert találkozón szerezte meg. 2023. augusztus 1-jén a LA Galaxy-hoz igazolt.

### A válogatottban
Fagúndez 2012 és 2015 között tagja volt az uruguayi U20-as válogatottnak.

## Statisztikák
2023. július 30. szerint
| Klub                   | Szezon   | Osztály  | Bajnokság | Bajnokság | Kupa  | Kupa | Nemzetközi | Nemzetközi | Összesen | Összesen |
| Klub                   | Szezon   | Osztály  | Meccs     | Gól       | Meccs | Gól  | Meccs      | Gól        | Meccs    | Gól      |
| ---------------------- | -------- | -------- | --------- | --------- | ----- | ---- | ---------- | ---------- | -------- | -------- |
| New England Revolution | 2011     | MLS      | 6         | 2         | 0     | 0    | —          | —          | 6        | 2        |
| New England Revolution | 2012     | MLS      | 20        | 2         | 1     | 0    | —          | —          | 21       | 2        |
| New England Revolution | 2013     | MLS      | 33        | 13        | 1     | 0    | —          | —          | 34       | 13       |
| New England Revolution | 2014     | MLS      | 31        | 5         | 2     | 0    | —          | —          | 33       | 5        |
| New England Revolution | 2015     | MLS      | 31        | 6         | 1     | 0    | —          | —          | 32       | 6        |
| New England Revolution | 2016     | MLS      | 34        | 6         | 5     | 0    | —          | —          | 39       | 6        |
| New England Revolution | 2017     | MLS      | 32        | 7         | 3     | 1    | —          | —          | 35       | 8        |
| New England Revolution | 2018     | MLS      | 33        | 9         | 0     | 0    | —          | —          | 33       | 9        |
| New England Revolution | 2019     | MLS      | 26        | 2         | 2     | 0    | —          | —          | 28       | 2        |
| New England Revolution | 2020     | MLS      | 19        | 1         | 0     | 0    | —          | —          | 19       | 1        |
| New England Revolution | Összesen | Összesen | 265       | 53        | 15    | 1    | 0          | 0          | 280      | 54       |
| Austin                 | 2021     | MLS      | 33        | 7         | 0     | 0    | —          | —          | 33       | 7        |
| Austin                 | 2022     | MLS      | 37        | 6         | 1     | 1    | —          | —          | 38       | 7        |
| Austin                 | 2023     | MLS      | 19        | 2         | 1     | 0    | 4          | 1          | 24       | 3        |
| Austin                 | Összesen | Összesen | 89        | 15        | 2     | 1    | 4          | 1          | 95       | 17       |
| Összesen               | Összesen | Összesen | 354       | 68        | 17    | 2    | 4          | 1          | 375      | 71       |

## Sikerei, díjai
New England Revolution
- MLS
  - Döntős (1): 2014

- US Open Cup
  - Döntős (1): 2016

LA Galaxy
- MLS
  - Bajnok (1): 2024